# Pedro Meyer (fotógrafo)
Pedro Meyer Richheimer (Madrid, España, 1935), conocido como Pedro Meyer, es un fotógrafo, curador, editor y pionero de la fotografía digital. Es ampliamente reconocido por su contribución a la fotografía contemporánea, tanto por su obra visual como por su papel como promotor de la alfabetización visual y defensor del uso de nuevas tecnologías en la creación artística.
Fundador de ZoneZero, la primera galería de fotografía en línea (1995), Meyer ha sido una figura clave en la transición de la fotografía analógica a la digital, abriendo caminos para el debate en torno a la manipulación digital y el papel de la verdad en la imagen fotográfica. Su trabajo ha sido exhibido en más de 200 exposiciones alrededor del mundo y forma parte de importantes colecciones internacionales.
Con una producción fotográfica que supera el millón de imágenes, Meyer ha documentado ampliamente la vida en México y América Latina, abordando temas sociales, políticos y culturales. Ha sido también un prolífico conferencista y tallerista, compartiendo su visión sobre la fotografía como herramienta crítica y narrativa.
A sus 90 años continúa activo con proyectos innovadores como la Colección Miramar, su autobiografía visual.

## Obra
La obra de Pedro Meyer se curtió con los trabajos documentales, como cuando cubrió los movimientos estudiantiles del 1968 en la capital mexicana o la revolución sandinista de Nicaragua.

## Fotógrafo digital
Fue fundador (en 1976, al lado de Lázaro Blanco Fuentes y Raquel Tibol, entre otros) y presidente del Consejo Mexicano de Fotografía, a través del cual organizó los tres primeros Coloquios Latinoamericanos de Fotografía. Aparte de su labor artística como fotógrafo, ha sido maestro, curador, editor, fundador y director del reconocido sitio web ZoneZero, el cual alberga el trabajo de más de mil fotógrafos de todo el mundo y es visitado por alrededor de 500,000 personas al mes. En el último año se han consultado más de 5.5 millones de páginas, lo que lo ha convertido en uno de los portales de fotografía más visitados en la red.[cita requerida]

### Trayectoria

#### Fotografía documental (1960-1980)
- Documentó eventos históricos como el Movimiento estudiantil en México de 1968 y la Revolución Sandinista en Nicaragua (1978-1979)
- Desarrolló series sobre tradiciones mexicanas como Los cohetes duraron todo el día

#### Transición digital (1990-2000)
- En 1991 comenzó a experimentar con manipulación digital
- Fundó ZoneZero (1993), pionera entre portales fotográficos
- Creó el primer CD-ROM fotográfico interactivo: Fotografío para recordar (1990)

## Publicaciones (selección)
Durante su carrera ha publicado y/o colaborado en gran cantidad de trabajos editoriales, publicaciones y libros.
Publicó el primer CD ROM con sonido e imágenes que se hizo en el mundo: “Fotografío para recordar”. Además, es autor de los libros Tiempos de América, Espejo de espinas y Los cohetes duraron todo el día. Su libro Verdades y ficciones: un viaje de la fotografía documental a la digital, editado por Aperture, fue posteriormente hecho CD ROM por Voyager. Su libro The Real and the True, fue publicado por Peach Pitt Press en el 2005.
- 2005. Fuga Mexicanas
- 2005. La caverna Chiara
- 2007. Conversaciones con fotógrafos mexicanos. Gustavo Gili, Barcelona1
- 2008. Herejías. Editorial Lunwerg[2]

### Colección Miramar
Proyecto editorial autobiográfico que incluye:
- Un canguro llamado Huachinango (2020) - Primeros años como fotógrafo
- Las truchas, Lázaro Cárdenas (2021) - Comunidades pesqueras
- Los cohetes duraron todo el día II (2022) - Festividades mexicanas (edición ampliada)
- Virgilio (2023) - Homenaje al poeta mediante fotomontajes

## Cursos y conferencias
Ha impartido diversos talleres así como más de 100 conferencias sobre el tema de la fotografía y nuevas tecnologías en importantes festivales, museos e instituciones académicas en Estados Unidos, México, Inglaterra, Alemania, Argentina, España, Ecuador y Suecia. Ha sido artista visitante en la Universidad de Colorado, en Boulder, el Centro de Estudios Fotográficos en Vigo, España y  el Arizona Western College.

## Exposiciones
Su obra ha sido presentada en más de 200 exposiciones en museos y galerías de todo el mundo y forma parte de importantes colecciones permanentes entre las que destacan: San Francisco Museum of Modern Art, Victoria and Albert Museum en Londres, Centre Georges Pompidou y LODO Gallery en París, el Centro internacional de Fotografía (ICP)en Nueva York, George Eastman House en Rochester, California Museum of Photography, en Riverside, Center for Creative Photography en Tucson, Arizona, Casa de Las Américas en Habana, Cuba, Centro Studie e Archivo della Comunicazione dell’ Universitá di Parma, Italia, y Comuna di Anghiari, en Florencia, Italia.

## Reconocimientos
Recibió la prestigiosa beca Guggenheim en 1987, el Premio Internazionale di Cultura Citta di Anghiari en 1985 y en 1993, el National Endowment for the Arts en conjunción con Jonathan Green y el California Museum of Photography en Riverside. Ha recibido así mismo numerosos premios en bienales de fotografía  mexicana  y la primera beca destinada a un proyecto en la red de parte de la Fundación Rockefeller.

## Fundación
Creó la Fundación Pedro Meyer en 2007 para contribuir a la reflexión, interpretación, e investigación de la imagen fotográfica y las nuevas tecnologías. Actualmente es director de la Fundación y aún se desempeña como prolífico artista, cuyo trabajo indaga en preguntas filosóficas y explora cambios tecnológicos.
El FotoMuseo Cuatro Caminos es un proyecto de la Fundación Pedro Meyer que inicia actividades en 2015, recinto cuyo objetivo es ser semillero de nuevas propuestas y reflexiones en el campo de la fotografía contemporánea. El espacio se constituirá como un centro expositivo y educativo, el más grande en su categoría, inmerso en el eje cultural del norte de la ciudad. Este como todos sus proyectos se suma a la constante búsqueda y necesidad de construcción e innovación que lo han guiado a lo largo de su carrera.